# Требеллии
Требе́ллии (лат. Trebellii) — древнеримский плебейский род неустановленного происхождения, среди видных представителей которого можно выделить следующих персоналий:
- Квинт Требеллий, отличившийся в 210 году до н. э. при взятии Нового Карфагена в войске Сципиона Африканского Младшего и получивший венок за взятие стены[1];
- Луций Требеллий (ум. после 67 до н. э.), народный трибун 67 года до н. э., горячо противодействовавший, в союзе с Луцием Росцием Отоном, проведению Габиниева закона de uno imperio и только тогда отказавшийся от своих протестов, когда внесённое Габинием на комициях предложение о смещении его с должности было принято 17 трибами[1];
- Луций Требеллий Фидес (ум. после 43 до н. э.), народный трибун 47 года до н. э., противодействовавший вооруженной силой и встречными законопроектами предложениям Долабеллы об облегчении уплаты долгов. Несмотря на то, что Долабелла нашёл защитника в лице Юлия Цезаря, Требеллий стараниями оптиматов был проведен в эдилы. Позднее он из ярого противника novae tabulae (отмены всех долгов) обратился в их сторонника и, по свидетельству Цицерона, в 44 году до н. э. из-за стеснённых денежных обстоятельств перешёл в лагерь Антония, с которым в мае 43 года до н. э. предпринял поход в Галлию[1];
- Авл Требеллий — римский всадник, в Испанской войне (45 год до н. э.) перешедший вместе с некими Авлом Бебием и Гаем Флавием в стан Гая Юлия Цезаря и сообщивший ему о неудавшемся покушении на Гнея Помпея-младшего и всеобщей сумятице в лагере помпеянцев[2];
- Марк Требеллий Максим (ум. после 69), наместник римской Британии в 63—69 годах, сменивший Петрония Турпилиана[3].